# Passar sob a canga

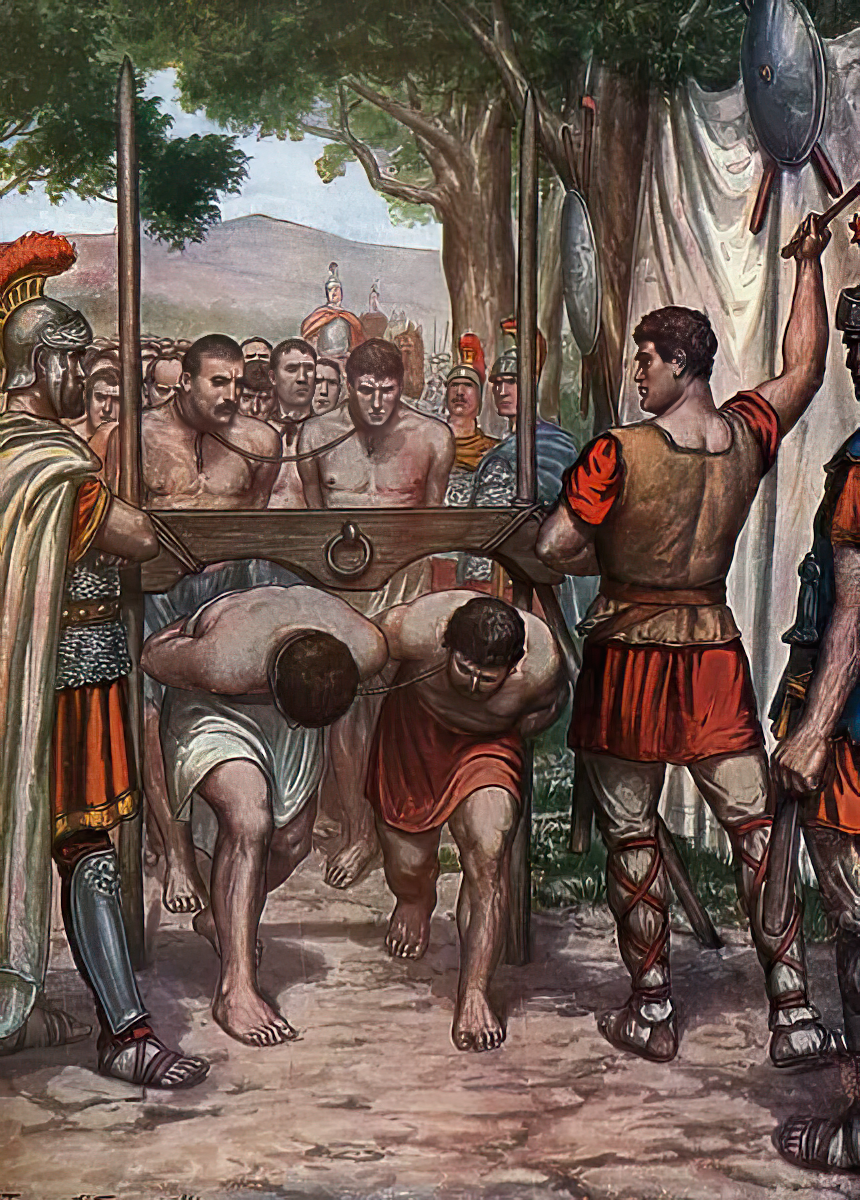
Soldados do exército romano dos cônsules Tibério Vetúrio Calvino forçaram os inimigos derrotados a passar sob a canga (321 a.C.)

Passar sob a canga (sub iugum mittere em latim) era uma prática na Itália antiga em que os inimigos derrotados eram obrigados a passar sob uma canga feito de lanças, seja para humilhá-los ou para remover a culpa de sangue.

## História
O costume era um ritual de humilhação de inimigos praticada pelo povo da Itália antiga. Tanto os romanos quanto os samnitas forçavam os cativos de seus inimigos derrotados a passarem sob um jugo formado por lanças. Diz-se que a prática se originou como uma forma de expiação. De acordo com Lívio, Horatío matou sua própria irmã porque ela lamentou a morte de seu amante Curiácio em vez de seus irmãos caídos. Para poupar Horátio da pena capital e permitir que ele permanecesse na sociedade, ele foi obrigado a passar por baixo de uma viga de madeira como forma de expiação.